# There Is No Evil
There Is No Evil (Perzisch: شیطان وجود ندارد; sheytân vojūd nadârad) is een Iraanse film uit 2020, geschreven en geregisseerd door Mohammad Rasoulof.

## Verhaal
De film vertelt vier verhalen met betrekking tot de doodstraf in Iran. Volgens Rasoulof gaat de film over mensen die hun verantwoordelijkheid moeten nemen voor hun daden en legde uit dat elk verhaal gebaseerd is op zijn eigen ervaringen.

## Rolverdeling
| Acteur                | Personage |
| --------------------- | --------- |
| Ehsan Mirhosseini     | Heshmat   |
| Shaghayegh Shourian   | Razieh    |
| Kaveh Ahangar         | Pouya     |
| Alireza Zareparast    | Hasan     |
| Salar Khamseh         | Salar     |
| Kaveh Ebrahim         | Amir      |
| Pouya Mehri           | Ali       |
| Darya Moghbeli        | Tahmineh  |
| Mahtab Servati        | Nana      |
| Mohammad Valizadegan  | Javad     |
| Mohammad Seddighimehr | Bahram    |
| Jila Shahi            | Zaman     |
| Baran Rasoulof        | Darya     |

## Productie
There Is No Evil ging op 28 februari 2020 in première in de competitie van het Internationaal filmfestival van Berlijn en won de Gouden Beer. De film kreeg overwegend positieve kritieken van de filmcritici, met een score van 100% op Rotten Tomatoes, gebaseerd op 8 beoordelingen. Omdat het voor Mohammad Rasoulof sinds 2017 verboden is om te regisseren, werd zijn zesde film in het geheim geproduceerd.

## Prijzen en nominaties
De belangrijkste:
| Jaar | Prijs                                   | Categorie   | Genomineerde(n)   | Uitslag  |
| ---- | --------------------------------------- | ----------- | ----------------- | -------- |
| 2020 | Internationaal filmfestival van Berlijn | Gouden Beer | Mohammad Rasoulof | Gewonnen |